# Pirro Nord
Pirro Nord est un site préhistorique du Pléistocène inférieur, situé à Apricena (province de Foggia), dans les Pouilles, en Italie. Il a livré des restes fossiles de faune ancienne et des outils lithiques de mode 1. Le site est daté d'environ 1,5 million d'années par la biostratigraphie, et représente un des plus anciens sites de peuplement humain en Europe.
Les fouilles, dirigées par des chercheurs de l'université de Ferrare, ont permis de mettre au jour plus de 300 outils en silex de type oldowayen, et des milliers d'ossements fossiles appartenant à près d'une centaine d'espèces différentes.

## Le site

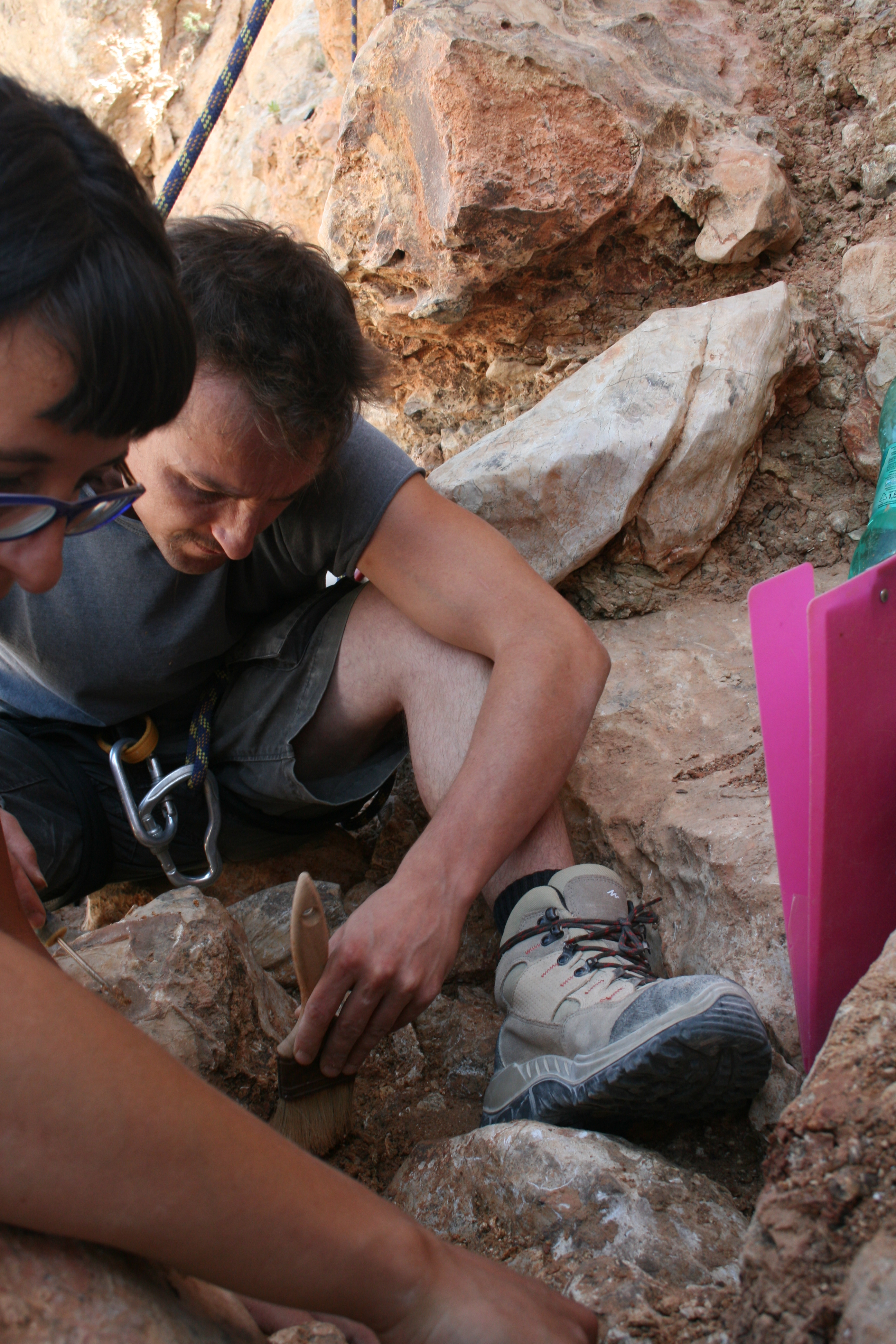
Activité de fouille sur le site de Pirro Nord

Le site de Pirro Nord est situé sur la bordure nord-est du promontoire du Gargano, près de la ville d'Apricena, dans les Pouilles. Il se trouve à l'intérieur d'une carrière de calcaire. La fissure Pirro 13, qui a livré les vestiges lithiques, est posée sur le toit d'une formation calcaire mésozoïque et faisait partie, au Pléistocène inférieur, d'un complexe karstique. 

## Paléofaune
La fissure Pirro 13 contient des restes fossiles du Calabrien, avec des ossements de bisons (Bison degiuli), chevreuils (Capreolus sp.), chevaux (Equus altidents), mammouth méridional (Mammuthus meridionalis), rhinocéros (Stephanorhinus sp.), tigres à dents de sabres (Homotherium latidens), ainsi que de plus de 20 espèces d'amphibiens et de reptiles, et de 47 espèces d'oiseaux. 
L'environnement, à l'époque de l'occupation humaine, était caractérisé par des espaces ouverts, plutôt secs mais avec la présence de plans d'eau saisonniers. 

## Datation
La datation de la fissure Pirro 13 a été faite par la biostratigraphie. Les fossiles sont ainsi attribués à la première moitié du Calabrien, entre 1,7 et 1,3 Ma. L'analyse paléomagnétique du site donne une polarité inverse, que les chercheurs placent entre les épisodes d'Olduvaï (1,78 Ma) et de Cobb Mountain (1,19 Ma). 

## Vestiges lithiques

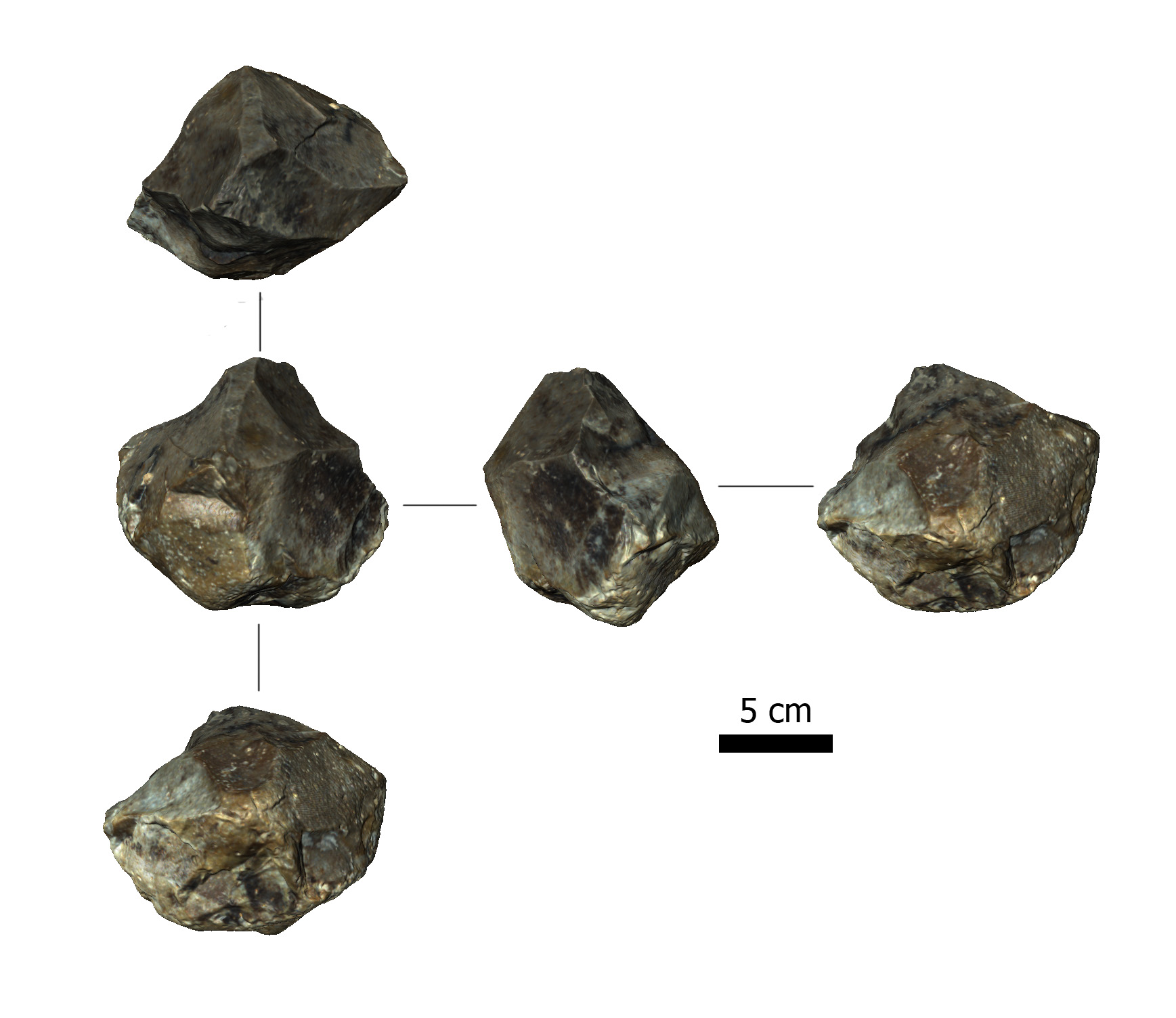
Reconstitution 3D d'un nucléus en silex du site de Pirro Nord. Le nucléus a été exploité avec débitage opportuniste.

De 2006 jusqu'à aujourd'hui, plus de 300 artéfacts taillés à partir de petits galets de silex ont été trouvés, ramassés en position secondaire dans les zones limitrophes du site. Les chaines opératoires, bien qu'incomplètes, attestent de toutes les phases de la production, du décorticage jusqu'à l'abandon du nucléus. Les méthodes de débitage adoptées ont pour objectif l'obtention d'éclats avec au moins un bord fonctionnel. Les galets de moyennes et grandes dimensions ont été exploités avec une méthode de débitage opportuniste qui prévoit l'exploitation de plusieurs surfaces du plan de frappe orthogonales, au moyen d'un débitage unipolaire. Les nucléus ont été exploités jusqu'à l'épuisement total de la matière première, dans la majeure partie des cas. Les galets de petite dimension ont été exploités selon une modalité centripète et les produits obtenus (éclats) présentent des morphologies "standardisées" : éclats de forme triangulaire avec une pointe déjetée et un débordement opposé à la pointe.

## Contexte des premiers peuplements européens
L'industrie lithique découverte à Pirro Nord est comparable à celle de tous les sites européens datés de plus de 800 000 ans, ainsi qu'aux assemblages lithiques plus anciens découverts en Afrique et attribués à l'Oldowayen. En Europe, des techniques lithiques similaires (chaines opératoires courtes et opportunistes visant la production d'éclats) sont attestées notamment sur les sites de Pont-de-Lavaud (France), Gran Dolina et Sima del Elefante dans la Sierra d'Atapuerca (Espagne), Le Vallonnet (France), et Cà Belvedere du Mont Poggiolo (Italie).